# Jaap Eden Trofee 1975
De Jaap Eden Trofee 1975 was een schaatsmarathon, de vijfde editie van de Jaap Eden Trofee die werd gehouden op zondag 23 november 1975 en plaatsvond op de Jaap Edenbaan in Amsterdam. Er was nog geen editie voor de vrouwen. De winnaar van de vierde editie is Henk Portengen die voor de derde keer en meeste keren de Jaap Eden Trofee heeft gewonnen, het zilver was voor Marten Hoekstra en het brons voor Bennie van der Weide. 

## Podia
| Klasse             | Eerste         | Tweede          | Derde          |
| ------------------ | -------------- | --------------- | -------------- |
| Top-divisie mannen | Henk Portengen | Sjors Rotteveel | Henk Portengen |

## Uitslag Top-divisie mannen[1]
| #      | Rijder               | Nationaliteit | Ploeg | Ronde |
| ------ | -------------------- | ------------- | ----- | ----- |
| Goud   | Henk Portengen       | Nederland     |       |       |
| Zilver | Marten Hoekstra      | Nederland     |       |       |
| Brons  | Bennie van der Weide | Nederland     |       |       |
| 4      | Rien de Roon         | Nederland     |       |       |
| 5      | Job Raaijmakers      | Nederland     |       |       |
| 6      | Wout List            | Nederland     |       |       |
| 7      | Jan Roelof Kruithof  | Nederland     |       |       |
| 8      | Jaap Jonkman         | Nederland     |       |       |
| 9      | Atty Duijn           | Nederland     |       |       |
| 10     | Henk Brandt          | Nederland     |       |       |

1971 · 
1972 · 
1973 ·
1974 · 
1975 · 
1976 · 
1977 · 
1978 · 
1979 · 
1980 · 
1981 · 
1982 · 
1983 · 
1984 · 
1985 · 
1986 · 
1987 · 
1988 · 
1989 · 
1990 · 
1991 · 
1992 · 
1993 · 
1994 · 
1995 · 
1996 · 
1997 · 
1998 · 
1999 · 
2000 · 
2001 · 
2002 · 
2003 · 
2004 · 
2005 · 
2006 · 
2007 · 
2008 · 
2009 · 
2010 · 
2011 · 
2012 · 
2013 · 
2014 · 
2015 · 
2016 · 
2017 · 
2018 · 
2019 · 
2020 ·  
2021 · 
2022 · 
2023 · 
2024